# SV Heimstetten
Sport-Verein Heimstetten e.V. é uma agremiação esportiva alemã, fundada em 1967, sediada em Kirchheim, na Baviera.

## História
Além do time de futebol, possui departamentos de basquetebol, ginástica, judô, tênis de mesa, tênis e vôleibol.
O time de futebol esteve em menor nível até ganhar a promoção para a Bezirksliga (VII), em 1993, e a Bezirksoberliga Bayern (VI) em 1998. O clube continuou sua ascensão constante, com um avanço para a Landesliga Bayern-Süd (V), em 2003, seguido de uma promoção em 2006 para a Oberliga Bayern (IV), na qual jogou até 2008, quando um  17º lugar significou o rebaixamento.
Depois de mais um título na Landesliga, em 2010, o clube subiu para a Bayernliga mais uma vez. No final da temporada 2011-12 conseguiu se classificar para a fase de promoção da nova Regionalliga Bayern e avançou para a segunda fase após derrotar o SpVgg Landshut, nos pênaltis. Nessa fase, conseguiu derrotar o Würzburger FV por conta dos gols marcados fora e, assim, avançou para a nova Regionalliga, a única equipe Bayernliga apenas a fazê-lo através dos play-offs.
O clube é filiado à Deutschland Fußball Canadian Academy, com sede na Heimstetten. Contava com o goleiro Ngemba Evans Obi, convocado para a equipe nacional de futebol da Nigéria em 2008.

## Títulos
- Landesliga Bayern-Süd (V) 
  - Campeão: (2) 2006, 2010;
- Bezirksoberliga Oberbayern (VI)
  - Vice-campeão: 2003;
- Bezirksliga Oberbayern-Ost (VI)
  - Campeão: 1998;
  - Vice-campeão: 1997;

## Cronologia recente
| Temporada | Divisão                    | Módulo | Posição |
| 1999–2000 | Bezirksoberliga Oberbayern | VI     | 9º      |
| 2000–01   | Bezirksoberliga Oberbayern | VI     | 6º      |
| 2001–02   | Bezirksoberliga Oberbayern | VI     | 4º      |
| 2002–03   | Bezirksoberliga Oberbayern | VI     | 2º ↑    |
| 2003–04   | Landesliga Bayern-Süd      | V      | 7º      |
| 2004–05   | Landesliga Bayern-Süd      | V      | 4º      |
| 2005–06   | Landesliga Bayern-Süd      | V      | 1º ↑    |
| 2006–07   | Bayernliga                 | IV     | 10º     |
| 2007–08   | Bayernliga                 | IV     | 17º ↓   |
| 2008–09   | Landesliga Bayern-Süd      | VI     | 10º     |
| 2009–10   | Landesliga Bayern-Süd      | VI     | 1º ↑    |
| 2010-11   | Bayernliga                 | V      | 14º     |
| 2011–12   | Bayernliga                 | V      | 15º ↑   |
| 2012–13   | Regionalliga Bayern        | IV     | º       |

## Fonte
- Vereinslexikon, Hardy Grüne, AGON, 2001, Seite 215, ISBN 3-89784-147-9